# Coupe des clubs champions africains 1964-1965
Navigation
Édition suivante
La Coupe des clubs champions africains 1964-1965 est la première édition de la Coupe d'Afrique des clubs champions. 
Elle voit la victoire de l'Oryx Douala du Cameroun, qui bat le Stade malien du Mali lors d'une finale jouée à Accra au Ghana.
14 clubs prennent part à cette première édition de la Coupe des clubs champions africains. Ils sont divisés en 4 groupes, le vainqueur de chaque groupe étant directement qualifié pour le tournoi final, qui se déroule au Ghana.

## Tour préliminaire

### Afrique de l'ouest  A
|  | Quarts de finale       | Quarts de finale       | Quarts de finale | Quarts de finale |                      |                      | Demi-finales | Demi-finales | Demi-finales | Demi-finales |  |  | Finale | Finale | Finale | Finale |
|  |                        |                        |                  |                  |                      |                      |              |              |              |              |  |  |        |        |        |        |
|  |                        |                        |                  |                  |                      |                      |              |              |              |              |  |  |        |        |        |        |
|  |                        |                        |                  |                  |                      |                      |              |              |              |              |  |  |        |        |        |        |
|  | Silly Club de Kindia   | Silly Club de Kindia   | 4                | 2                |                      |                      |              |              |              |              |  |  |        |        |        |        |
|  | Silly Club de Kindia   | Silly Club de Kindia   | 4                | 2                |                      |                      |              |              |              |              |  |  |        |        |        |        |
|  | Invincible Eleven      | Invincible Eleven      | 1                | 3                |                      |                      |              |              |              |              |  |  |        |        |        |        |
|  | Invincible Eleven      | Invincible Eleven      | 1                | 3                | Silly Club de Kindia | Silly Club de Kindia | 4            | 0 [2]        |              |              |  |  |        |        |        |        |
|  |                        |                        |                  |                  | Silly Club de Kindia | Silly Club de Kindia | 4            | 0 [2]        |              |              |  |  |        |        |        |        |
|  |                        |                        | Stade malien     | Stade malien     | 2                    | 2 [3]                |              |              |              |              |  |  |        |        |        |        |
|  | Stade malien           | Stade malien           | Stade malien     | Stade malien     | 2                    | 2 [3]                | 4            | 1            |              |              |  |  |        |        |        |        |
|  | Stade malien           | Stade malien           |                  |                  |                      |                      |              | 1            |              |              |  |  |        |        |        |        |
|  | Espoirs de Saint-Louis | Espoirs de Saint-Louis | 0                | 1                |                      |                      |              |              |              |              |  |  |        |        |        |        |
|  | Espoirs de Saint-Louis | Espoirs de Saint-Louis | 0                | 1                | Stade malien         | Stade malien         | 3            | 6            |              |              |  |  |        |        |        |        |
|  |                        |                        |                  |                  | Stade malien         | Stade malien         | 3            | 6            |              |              |  |  |        |        |        |        |
|  |                        |                        | ASEC Mimosas     | ASEC Mimosas     | 3                    | 4                    |              |              |              |              |  |  |        |        |        |        |
|  |                        |                        |                  |                  | 3                    | 4                    |              |              |              |              |  |  |        |        |        |        |
|  |                        |                        |                  |                  |                      |                      |              |              |              |              |  |  |        |        |        |        |
|  |                        |                        |                  |                  |                      |                      |              |              |              |              |  |  |        |        |        |        |
|  |                        |                        |                  |                  |                      |                      |              |              |              |              |  |  |        |        |        |        |
|  |                        |                        |                  |                  |                      |                      |              |              |              |              |  |  |        |        |        |        |
|  |                        |                        |                  |                  |                      |                      |              |              |              |              |  |  |        |        |        |        |
|  |                        |                        |                  |                  |                      |                      |              |              |              |              |  |  |        |        |        |        |
|  |                        |                        |                  |                  |                      |                      |              |              |              |              |  |  |        |        |        |        |
|  |                        |                        |                  |                  |                      |                      |              |              |              |              |  |  |        |        |        |        |
|  |                        |                        |                  |                  |                      |                      |              |              |              |              |  |  |        |        |        |        |
|  |                        |                        |                  |                  |                      |                      |              |              |              |              |  |  |        |        |        |        |

### Afrique de l'ouest B
- Qualifié :  Real Republicans

### Afrique centrale
- Qualifié :  Oryx Douala

### Nord, Centre et Afrique du Sud
- Qualifié :  Cotton Factory Club

## Demi-finales
| 31 janvier 1965 | Oryx Douala | 2 - 1 | Real Republicans Accra | Ohene Djan Stadium, Accra |
|                 |             |       |                        | Spectateurs : 50 000      |

| 4 février 1965 | Stade malien | 3 - 1 | Cotton Factory Club | Baba Yara Stadium, Kumasi |
|                |              |       |                     | Spectateurs : 25 000      |

## Finale
| 7 février 1965 | Oryx Douala                  | 2 - 1 | Stade malien   | Ohene Djan Stadium, Accra |                      |
|                | Koum · Himoug Banim Benjamin |       | Buteur inconnu | Spectateurs : 30 000      | Spectateurs : 30 000 |

| Coupe des clubs champions africains Vainqueur 1964-1965 |
| ------------------------------------------------------- |
| Oryx Douala Premier titre                               |